# TsAGI

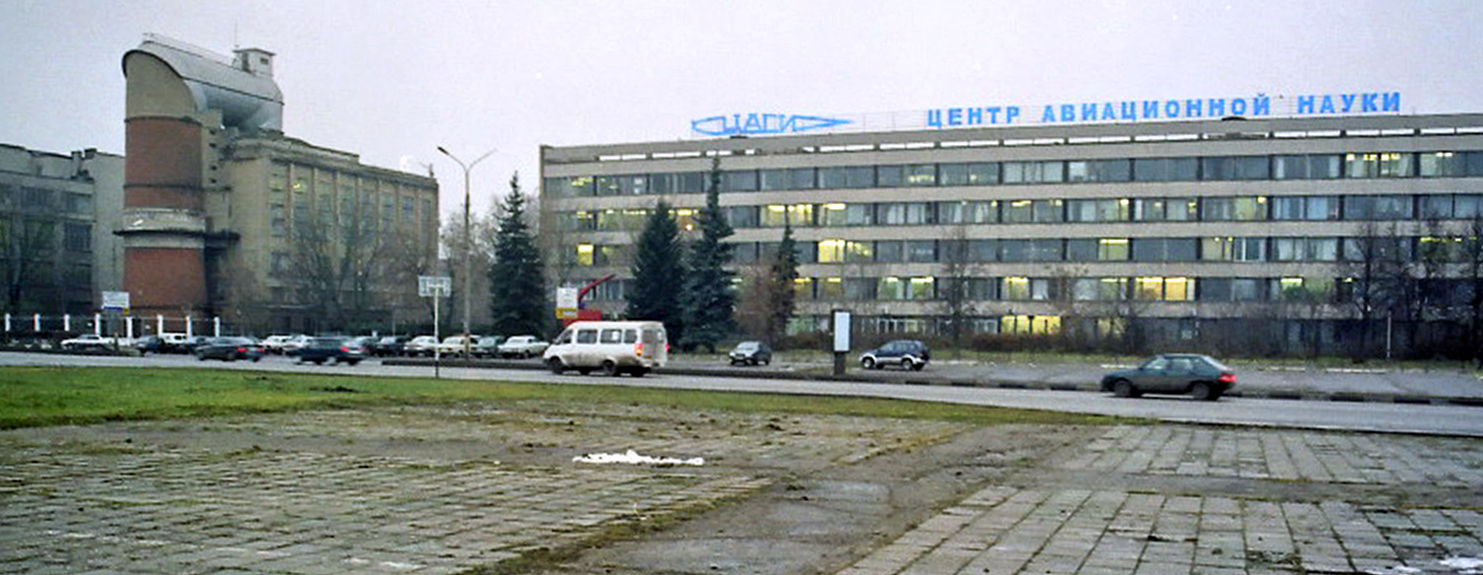
TsAGI, bên trái là đường hầm gió

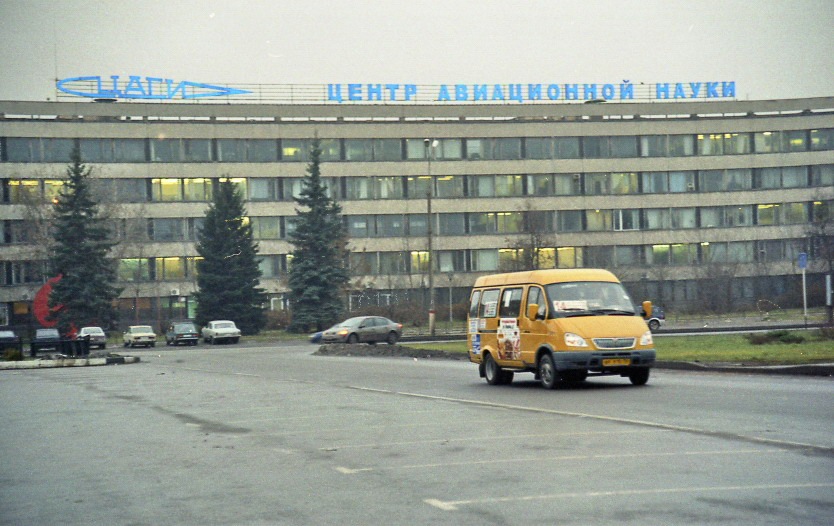
TsAGI

Viện khí động học trung ương (tiếng Nga: Центра́льный аэрогидродинами́ческий институ́т, ЦАГИ, đã Latinh hoá: Tsentral'nyy Aerogidrodinamicheskiy Institut, TsAGI) được thành lập bởi Kỹ sư, Nhà nghiên cứu hàng không Nikolai Yegorovich Zhukovsky vào ngày 1/12/1918. Viện có trụ sở đặt tại Zhukovsky, Moskva, Nga.

## Lịch sử
Từ năm 1925 đến những năm 1930, TsAGI đã phát triển và là người thành lập của viện thiết kế AGOS của Tupolev (Aviatziya, Gidroaviatziya i Opytnoye Stroitelstvo), cũng là viện thiết kế máy bay đầu tiên được Liên Xô thành lập. Năm 1930, hai viện thiết kế khác đã được thành lập là viện thiết kế trung ương TsKB của Sergey Ilyushin và viện thiết kế của Konstantin Kalinin tại Kharkiv.
Năm 1935 TsAGI đã được di dời ra vùng ngoại ô Stakhanovo. Viện được đổi tên thành Alexey Stakhanov, một thợ mỏ Liên Xô nổi tiếng. Ngày 23 tháng 4 năm 1947, thị trấn ngoại ô được đổi tên thành Zhukovsky.
Năm 1965 tại Zhukovsky, Khoa cơ khí hàng không và kỹ thuật bay của MIPT được thành lập với sự hỗ trợ từ từ TsAGI để đào tạo các Kỹ sư hàng không trẻ tuổi cho ngành công nghiệp hàng không vũ trụ.
TsAGI đã tham gia vào việc thiết kế chế tạo tên lửa đẩy Energia cùng với chương trình tàu con thoi Buran.
Năm 2013 TsAGI đã phát triển dự án trực thăng tốc độ cao hỗn hợp.

## Giám đốc
- 1918–1921: N. Y. Zhukovsky
- 1921–1931: S. A. Chaplygin
- 1932–1937: N. M. Kharlamov
- 1938–1939: M. N. Shulzhenko
- 1940–1941: I. F. Petrov [ru]
- 1941–1950: S. N. Shishkin
- 1950–1960: A. I. Makarevsky
- 1960–1967: V. M. Myasishchev
- 1967–1989: G. P. Swischjov [ru]
- 1989–1995: G I. Zagaynov
- 1995–1998: V. Ja. Neuland
- 1998–2006: V. G. Dmitriyev
- 2006–2007: V. A. Kargopoltsev
- 2007–2009: S. L. Chernyshev [ru]
- 2009–2015: B. S. Aljoshin
- 2015–2018: S. L. Chernyshev
- Tháng 8 năm 2018–hiện nay: K. I. Sypalo

## Những nhà khoa học nổi tiếng của viện
- Sergey Chaplygin
- Anatoly Dorodnitsyn
- Mstislav Keldysh
- Sergey Khristianovich
- Yuri Ryzhov
- Leonid Shkadov
- Max Taitz
- Vladimir Vetchinkin

## Link ngoài
- Historical video to celebrate first 100 years of TsAGI
- TsAGI in the Buran programme
- TsAGI on Google Maps